# Rani Assaf
Pour les articles homonymes, voir Assaf.
Rani Assaf, né le 23 septembre 1974 à Remaneh (Liban), est un ingénieur, technicien, informaticien et homme d'affaires franco-libanais. Il est le directeur technique et responsable du réseau du fournisseur d'accès Internet Free jusqu'en 2021. Il est notamment connu pour être l'un des créateurs de la Freebox. De 2016 à 2025, il est président et actionnaire majoritaire du Nîmes Olympique.

## Biographie
Rani Assaf est né en 1974 à Ain El Remmaneh, une banlieue de Beyrouth, et aurait appris, dès l'enfance, dans un pays en proie à la guerre civile, à se cacher. Il vit en France avec un titre de séjour jusqu'à l'âge de 35 ans. Dans sa jeunesse, il est membre d'un groupe de supporters du Paris Saint-Germain, les Supras Auteuil 91.
En 1997, il est diplômé de l'École française d'électronique et d'informatique (EFREI). Il travaille initialement chez Easynet avant d'être recruté dans les années 1990 par David Ramahefason et Xavier Niel au sein de Free. Il s'installe à Montpellier en 2008 pour monter un centre de recherche et réside depuis à Mauguio.
Refusant la médiatisation, il intervient plus ou moins régulièrement sur les groupes de discussion de Free, ou la liste de diffusion spécialisée FrNOG (French Networks Operators Group). Selon Vanity Fair, Rani Assaf est « le deuxième actionnaire individuel » du groupe Iliad, possédant 1,3 % des actions. En 2018, le magazine Challenges estime sa fortune personnelle à 112 millions d'euros, ce qui le classe dans les 500 plus grandes fortunes de France.

### Nîmes Olympique
En avril 2014, il devient actionnaire minoritaire du Nîmes Olympique (NO). Dans l'offre de rachat du club, il s'associe à Jean-Marc Conrad, ancien président de l'AC Arles-Avignon, et à Serge Kasparian, gérant d'un cercle de jeux parisien. Dans un premier temps, ces deux derniers sont propriétaires de la majorité des parts du club via une société par actions simplifiée (SAS) alors qu'Assaf, également par le biais d'une SAS, ne détient que 48,7 % des actions du NO. Au cours de la saison 2014-2015, l'insolvabilité et les problèmes judiciaires des deux autres investisseurs obligent Assaf à sauver le club de la faillite.
En juin 2015, et après avoir menacé de se retirer des négociations, il procède seul à une augmentation de capital de 2,5 M€ l'entraînant de facto actionnaire majoritaire du club. Un an plus tard, il démet de ses fonctions de président Christian Perdrier, qu'il avait choisi pour ce poste, afin de récupérer seul la gestion du NO à la suite d'un déficit constaté en juin 2016. En 2021, il est détenteur de 78 % des parts de la société anonyme sportive professionnelle (SASP) du club.

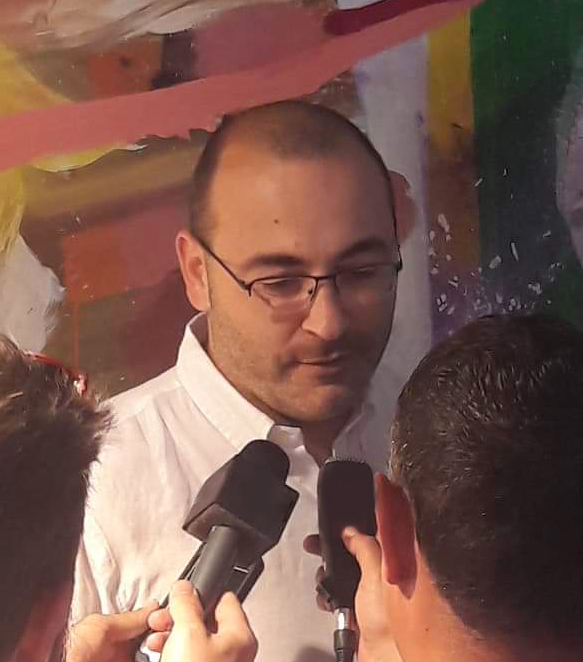
Rani Assaf lors d'une conférence de presse à la mairie de Nîmes en juin 2019.

En juin 2019, la municipalité lui cède la propriété du stade des Costières. Cette cession s'opère en vue de la construction d'ici la fin des années 2020 d'un nouvel édifice de 15 100 places sur le même emplacement et d'un vaste projet immobilier (hôtels, bureaux, restaurants, centre d'affaires) estimé à 250 millions d’euros. En attendant son ouverture, il érige le stade des Antonins, une enceinte provisoire de 8 033 places inaugurée en décembre 2022,,. Cette structure est financée en intégralité par la SAS Nemau dont il est propriétaire. En lien avec ces chantiers, il démissionne en juin 2021 de ses fonctions chez Iliad souhaitant « consacrer son temps à de nouveaux projets »,.
En étant directeur technique chez Free, il est ainsi peu présent physiquement au club mais reste le président qui voit le Nîmes Olympique redécouvrir la Ligue 1 en 2018. Malgré la courte embellie sportive connue par le club dans les années 2010, son mandat reste marqué par de nombreux conflits autour de sa présidence. En juin 2017, il change le blason historique du club : très majoritairement contesté par les supporters, il est rapidement abandonné,. En juin 2021, il acte la fermeture du centre de formation et entre en conflit direct avec l'association du club. Pour faire pression devant l'opposition de cette dernière, il use d'ultimatums répétés en menaçant de se désengager du club sans jamais donner de suite concrète.
À partir de la saison 2021-2022, les tensions entretenues avec les supporters nîmois se font clairement remarquer. Ne souhaitant ouvertement pas le retour des supporters ultras, Assaf demande leur dissolution et acte la fermeture de deux tribunes au Stade des Costières,. En septembre 2022, la réunion publique qu'il tient auprès des supporters se termine par le départ précipité d'une majorité des participants à la suite des réponses apportées. En février 2023, il prononce une trentaine d'interdictions commerciales de stade après l'utilisation de fumigènes face au Grenoble Foot 38 et utilise ce procédé lors des saisons suivantes pour réprimer les mouvements de contestation,. Il porte ainsi plainte contre X et proscrit dès lors les bâches des associations de supporters nîmoises au Stade des Antonins,.
En mai 2023, sous sa direction, le club est relégué pour la seconde fois en trois saisons et descend en National. Il est désigné comme le responsable principal de cet échec en raison d'une communication déficiente, de la forte réduction d'employés au club, d'une mauvaise gestion de l'effectif, d'une fracture profonde avec les supporters provoquant une baisse notable des affluences, de l'abandon du centre de formation mais aussi de nombreux choix sportifs discutables comme le départ de Bernard Blaquart et de Nicolas Usaï en cours de saison ou encore de la suppression temporaire du poste de directeur sportif. En novembre 2023, il déclare ne plus vouloir « mettre d'argent au Nîmes Olympique » et se distingue dès lors par une absence de plus en plus marquée dans la gestion au quotidien du club,.